# Grand Prix Formule 1 van Frankrijk 1965
De Grand Prix Formule 1 van Frankrijk 1965 werd gehouden op 8 juli op het Circuit de Charade in Clermont-Ferrand. Het was de vierde race van het seizoen.

## Uitslag
| Pos. | Nr. | Coureur         | Constructeur   | Rondes | Tijd / Oorzaak uitval | Grid | Punten |
| ---- | --- | --------------- | -------------- | ------ | --------------------- | ---- | ------ |
| 1    | 6   | Jim Clark       | Lotus-Climax   | 40     | 2:41:38.4             | 1    | 9      |
| 2    | 12  | Jackie Stewart  | BRM            | 40     | +26,3 s               | 2    | 6      |
| 3    | 2   | John Surtees    | Ferrari        | 40     | +2:33.5               | 4    | 4      |
| 4    | 16  | Denny Hulme     | Brabham-Climax | 40     | +2:53.1               | 6    | 3      |
| 5    | 10  | Graham Hill     | BRM            | 39     | +1 Ronde              | 13   | 2      |
| 6    | 36  | Jo Siffert      | Brabham-BRM    | 39     | +1 Ronde              | 14   | 1      |
| 7    | 8   | Mike Spence     | Lotus-Climax   | 39     | +1 Ronde              | 10   |        |
| 8    | 4   | Lorenzo Bandini | Ferrari        | 36     | Ongeluk               | 3    |        |
| 9    | 30  | Bob Anderson    | Brabham-Climax | 34     | Benzinesysteem        | 15   |        |
| NF   | 18  | Bruce McLaren   | Cooper-Climax  | 23     | Ophanging             | 9    |        |
| NF   | 34  | Jo Bonnier      | Brabham-Climax | 21     | Alternator            | 11   |        |
| NF   | 24  | Chris Amon      | Lotus-BRM      | 20     | Benzinesysteem        | 8    |        |
| NF   | 22  | Innes Ireland   | Lotus-BRM      | 18     | Versnellingsbak       | 17   |        |
| NF   | 14  | Dan Gurney      | Brabham-Climax | 16     | Motor                 | 5    |        |
| NF   | 26  | Richie Ginther  | Honda          | 9      | Ontsteking            | 7    |        |
| NF   | 28  | Ronnie Bucknum  | Honda          | 4      | Ontsteking            | 16   |        |
| NF   | 20  | Jochen Rindt    | Cooper-Climax  | 3      | Ongeluk               | 12   |        |

## Statistieken
| Pole-position | Jim Clark | Lotus-Climax | 3:18.3 |
| Snelste ronde | Jim Clark | Lotus-Climax | 3:18.9 |

1906 · 1907 · 1908 · 1912 · 1913 · 1914 · 1921 · 1922 · 1923 · 1924 · 1925 · 1926 · 1927 · 1928 · 1929 · 1930 · 1931 · 1932 · 1933 · 1934 · 1935 · 1936 · 1937 · 1938 · 1939 · 1947 · 1948 · 1949 · 1950 · 1951 · 1952 · 1953 · 1954 · 1956 · 1957 · 1958 · 1959 · 1960 · 1961 · 1962 · 1963 · 1964 · 1965 · 1966 · 1967 · 1968 · 1969 · 1970 · 1971 · 1972 · 1973 · 1974 · 1975 · 1976 · 1977 · 1978 · 1979 · 1980 · 1981 · 1982 · 1983 · 1984 · 1985 · 1986 · 1987 · 1988 · 1989 · 1990 · 1991 · 1992 · 1993 · 1994 · 1995 · 1996 · 1997 · 1998 · 1999 · 2000 · 2001 · 2002 · 2003 · 2004 · 2005 · 2006 · 2007 · 2008 · 2018 · 2019 · 2021 · 2022